# شاری، هوکایدو
شاری، هوکایدو (به لاتین: Shari, Hokkaido) یک منطقهٔ مسکونی در ژاپن است که در Okhotsk Subprefecture واقع شده‌است. شاری ۱۳٬۰۳۶ نفر جمعیت دارد.